# Nazionale femminile di rugby a 15 della Nuova Zelanda
La nazionale di rugby a 15 femminile della Nuova Zelanda (in inglese New Zealand women’s national rugby union team), meglio conosciuta come Black Ferns (Felci nere) è la selezione di rugby a 15 femminile che rappresenta la Nuova Zelanda in ambito internazionale.
Attiva dal 1990, opera sotto la giurisdizione di New Zealand Rugby; è una tra le squadre nazionali più titolate in assoluto del rugby femminile, avendo vinto sei volte la Coppa del Mondo (al quale ha sempre preso parte tranne che nel 1994, quando disertò per imposizione federale): torneo in cui ha regnato come campione ininterrottamente dal 1998 al 2010 per quattro edizioni consecutive, vincendone successivamente il quinto titolo nel 2017 e il sesto nel 2022, confermandosi campione del mondo in carica.
Il commissario tecnico è Wayne Smith, che ricopre l’incarico dal 2022.
Al pari dei loro colleghi della nazionale maschile, gli All Blacks, le Black Ferns giocano con un’uniforme completamente nera.
Al 2 dicembre 2024 la squadra occupa la 3ª posizione del ranking World Rugby.

## Storia
Benché tracce di attività rugbistica femminile in Nuova Zelanda risalgano alla fine del XIX secolo, la disciplina non ricevette alcun tipo di organizzazione fino agli anni ottanta del XX secolo.
Nel 1989 la federazione promosse un torneo di club analogo al campionato nazionale provinciale maschile, e iniziò a prendere corpo l’idea anche di una selezione nazionale: nell’agosto 1990 a Christchurch fu allestito un quadrangolare a inviti, World Rugby Festival for Women, chiamato anche RugbyFest, che vide la presenza in campo, oltre che della squadra anfitriona, dei Paesi Bassi (protagonisti otto anni addietro del primo incontro internazionale in assoluto del rugby femminile contro la Francia), dell'Unione Sovietica (esordiente assoluta) e degli Stati Uniti (che tre anni prima avevano esordito contro il Canada, loro unico avversario fino ad allora).
Durante tale torneo avvenne il debutto della nazionale neozelandese, una vittoria per 56-0 sulle olandesi.
Fu il successo di tale iniziativa a spingere le colleghe rugbiste britanniche a organizzare una Coppa del Mondo che vide la luce nel 1991 in maniera non ufficiale in Galles e dei cui invitati la Nuova Zelanda fu parte.
La federazione era pronta a inviare la squadra alla seconda edizione della Coppa del Mondo in programma ad Amsterdam (Paesi Bassi) nel 1994, che pareva dovesse godere del patrocinio dell’International Rugby Football Board; questi tuttavia comunicò a ottobre 1993 il diniego a tenere un torneo sotto la sua egida e varie federazioni si ritirarono, compresa quella olandese; la federazione neozelandese quindi negò fondi alla spedizione della propria nazionale, di fatto impedendole di prender parte al torneo.

### I quattro titoli mondiali consecutivi
Il 1º maggio 1998 esordì ad Amsterdam la prima Coppa del Mondo sotto la diretta gestione dell’International Rugby Board: vincitrice a punteggio pieno del proprio girone (in cui stabilì anche il suo risultato-record, una vittoria per 134 a 6 contro le tedesche), la Nuova Zelanda batté l’Inghilterra 44-11 in semifinale e in finale ritrovò gli Stati Uniti, ma il risultato fu differente dalla semifinale di sette anni prima, perché le Black Ferns vinsero 44-12 per la conquista della loro prima Coppa.
Quattro anni dopo le neozelandesi si presentarono al mondiale in Spagna come fenomeno di punta di un movimento che vantava un incremento del 30% delle nuove praticanti nel Paese; nel girone incontrarono di nuovo la Germania che come nel 1998 fu la vittima designata anche se lo scarto della sconfitta rispetto all’edizione precedente fu più contenuto avendo perso di 117 punti a zero, e le rivali australiane, anch’esse battute.
Vinta anche la semifinale per 30-0 sulla Francia, trovarono in finale l’Inghilterra, unica squadra capace di battere le Black Ferns da dieci anni a quella parte, e che sarebbe divenuta la rivale per il titolo in altre tre edizioni di torneo.
La Nuova Zelanda vinse 19-9 (due mete e tre piazzati contro due piazzati e un drop inglese) e si confermò campione del mondo.
Nel 2006, anno in cui la Coppa del Mondo uscì dall’Europa per svolgersi in Canada, la Nuova Zelanda vinse il proprio girone che, per la prima volta nella storia della competizione, vedeva le proprie squadre incontrare tutte le altre di un altro dei quattro gironi di cui si componeva il torneo; le Black Ferns chiusero a punteggio pieno la prima fase anche con tale formula e in semifinale incontrarono nuovamente la Francia sconfiggendola 40-10.
Per la seconda volta consecutiva trovò l’Inghilterra, di cui le Ferns ebbero matematicamente ragione solo nel finale con una meta di March allo scadere che fissò il risultato sul 25-17 e consegnava alle giocatrici in maglia nera la loro terza Coppa a seguire.
Anche nel 2010 in Inghilterra le Black Ferns conclusero il girone con 3 vittorie su altrettanti incontri,  e per la terza edizione di fila trovarono le francesi a tentare di contrastare loro il passo verso la finale, benché invano perché la pratica fu chiusa a favore della Nuova Zelanda praticamente alla fine del primo tempo con un parziale di 31-0 che divenne 45-7 a fine gara; anch’essa per la terza volta a seguire, l’Inghilterra in finale fu sconfitta anche se di stretta misura, essendo la differenza di punteggio (13-10 per le Ferns) consistente solo in un calcio piazzato avendo pareggiato tutto il resto.
Ad accompagnare la squadra in tutte e quattro le conquiste due giocatrici, Anna Richards e Monalisa Codling, che chiusero la carriera con la finale di Londra vinta contro le inglesi.

### Il nuovo decennio e il quinto titolo

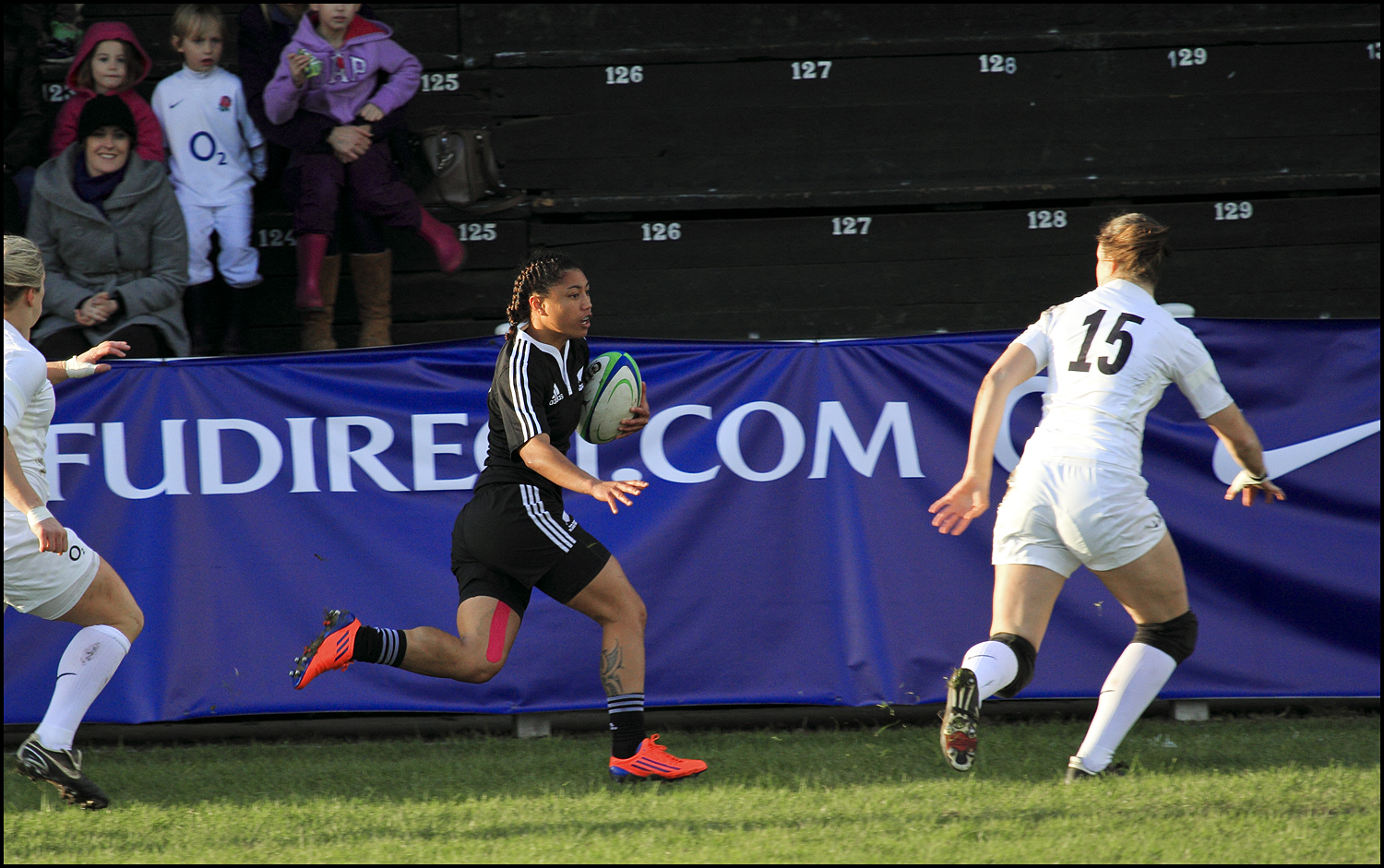
Renee Wickliffe in una fase di gioco di Nuova Zelanda - a Hersham nel 2011

Quando si presentarono alla Coppa del Mondo del 2014 in Francia da quadricampionesse le Ferns avevano anche alle spalle una serie di 18 vittorie consecutive iniziata nell’edizione 1998: non fu quindi ingiustificato lo scalpore provocato dalla sconfitta per 14-17 contro l’Irlanda che rappresentava statisticamente la prima vittoria di una nazionale maggiore dell’Isola contro una qualsiasi rappresentativa rugbistica della Nuova Zelanda oltre a essere la prima sconfitta per le giocatrici in maglia nera dalla semifinale persa nel 1991 per 0-7 dagli Stati Uniti.
Tale sconfitta significò anche la compromissione del cammino in Coppa e la relegazione ai play-off di rincalzo per il quinto posto mentre l’Inghilterra aveva via libera per il titolo vinto in finale contro il Canada.
Nel 2017 in Irlanda la Nuova Zelanda fu sorteggiata in un girone che comprendeva anche Canada, Galles e Hong Kong, vinto con tre vittorie su tre incontri.
In semifinale le Ferns ebbero ragione senza compromessi degli Stati Uniti, battuti 45-12 e, una volta guadagnata la finale, vi ritrovarono l’Inghilterra per la quarta finale in cinque edizioni.
La gara per il titolo, disputata a Belfast davanti a più di 17 000 spettatori, vide di nuovo la vittoria neozelandese (41-32) ma al termine di un incontro con 11 mete (7 a 4), ovvero una in più della somma di tutte quelle realizzate nelle tre precedenti finali in cui le due rivali si erano affrontate: la Coppa del Mondo riprese quindi la via del Pacifico.
Nell’occasione una terza giocatrice, Fiao’o Fa’amausili, giunse alla sua quarta Coppa dopo aver diviso con Codling e Richards quelle dal 2002 al 2010.

## Colori e simboli
L’uniforme di gara delle giocatrici è completamente nera come quella degli All Blacks; l’uniforme alternativa può essere bianca o grigia; l’Adidas, sponsor tecnico della federazione neozelandese dal 1998 e legata da un contratto di fornitura fino al 2014, ha prodotto per il 2018 una seconda maglia bianca con maniche e petto neri.
Il soprannome della squadra, Black Ferns, è un mix tra il nome della squadra maschile degli All Blacks e il simbolo nazionale della Nuova Zelanda, la black tree fern o felce nera (Cyathea medullaris); altre squadre nazionali neozelandesi adottano la felce sulle proprie uniformi di gioco; ad esempio le donne della nazionale di cricket si chiamano White Ferns (felci bianche) e quelle della squadra di netball Silver Ferns (felci d’argento).
Il simbolo della felce figura sul petto, in generale sul lato sinistro della maglietta.

## Palmarès
- Coppe del mondo: 6
1998, 2002, 2006, 2010, 2017, 2021